# Acropolitissa (esposa de Miguel de Trebizonda)
Acropolitissa é como é melhor conhecida a esposa do imperador de Trebizonda Miguel de Trebizonda, pois seu primeiro nome é desconhecido. O sobrenome é a forma feminina de Acropolita (Acropolites), o nome de sua família. Era filha de Constantino Acropolita e sua mãe foi identificada como Maria Comnena Tornicina. Constantino, por sua vez, era o filho mais velho de Jorge Acropolita e de sua esposa Eudócia, que, acredita-se, era neta pelo lado da mãe do sebastocrator João Tornício.

## Casamento
Acropolitissa casou-se com Miguel, o filho mais novo de João II de Trebizonda com Eudócia Paleóloga. Quando o pai dele morreu, em 1297, Eudócia voltou para a corte de seu irmão, Andrônico II Paleólogo, em Constantinopla, e Miguel aparentemente foi com ela. Nada se sabe sobre sua vida depois, mas sabe-se que ele estava ainda na capital bizantina em 1341. O casamento provavelmente se realizou durante esta longa estadia em Constantinopla e o único filho conhecido do casal é João III de Trebizonda.
Naquele ano, Irene Paleóloga, viúva de seu sobrinho Basílio de Trebizonda, estava no trono. Os escolários (scholarioi), uma das facções que lutavam pelo poder no Império de Trebizonda liderada por Nicetas Escolares e Gregório Meitzomates, decidiram então convidar Miguel para que ele reivindicasse o trono. A regência do jovem João V Paleólogo no Império Bizantino, que na época era liderada por Ana de Saboia e João Cantacuzeno, apoiou a iniciativa e deu a Nicetas e Miguel três navios para escoltá-los até a capital trebizondina. William Miller alega que a intenção de Miguel era casar-se com Irene para assumir o trono e não derrubá-la.
Se isto significa que Acropolitissa tinha morrido na época, é incerto. Seja como for, Miguel passou pouco tempo em Trebizonda: quando seus navios chegaram à cidade em 30 de julho, encontraram Irene já deposta e substituída por Ana, a cunhada dela e sobrinha de Miguel. Na mesma noite, os nobres locais liderados pelo metropolita Acácio, o traíram e o enviaram para Oinaio e depois para Limnia, onde ele foi mantido preso pelo mega duque João, o Eunuco. Apesar de se saber que Nicetas levou o filho de Miguel, João, na empreitada para substituir Ana, as fontes nada mencionam sobre Acropolitissa.
Em 3 de maio de 1344, João III foi deposto e tonsurado. Seu pai, Miguel, foi restaurado no trono até que ele próprio foi deposto em 13 de dezembro de 1349. Depois de ser preso nas cavernas do Mosteiro de São Sabas, Miguel foi enviado de volta para Constantinopla em 1351. Em 1355, ele tentou, sem sucesso, retomar o trono.
Se Acropolitissa estava viva durante estes anos turbulentos, provavelmente estava em Constantinopla.

## Possíveis descendentes
As "Crônicas Georgianas" do século XVIII relatam que Jorge V da Geórgia se casou com uma filha do "imperador grego, senhor Miguel Comneno". Porém, a dinastia reinante do Império Bizantino no século XIV eram a dos Paleólogos e não os Comnenos. O casamento de uma filha de Miguel IX Paleólogo e de sua esposa Rita da Armênia com um monarca georgiano não aparece em nenhuma fonte bizantina e também não se conhece nenhuma filha ilegítima de Miguel IX. Se esta garota era uma filha de Miguel Comneno de Trebizonda e Acropolitissa, não se sabe ao certo.